# Hardwick (Georgia)
Hardwick – jednostka osadnicza w Stanach Zjednoczonych, w stanie Georgia, w hrabstwie Baldwin.